# Helen Grant (femme politique)
Helen Grant (née le 28 septembre 1961) est une femme politique du Parti conservateur britannique. Elle est députée pour Maidstone et Weald depuis 2010.
Elle entre au gouvernement comme sous-secrétaire d'État parlementaire pour les femmes et l'égalité (de 2012 à 2015) et sous-secrétaire d'État parlementaire pour la justice (2012 à 2013). Elle est également ministre des Sports et du Tourisme en 2013, poste qu'elle occupe jusqu'après les élections générales de 2015.

## Jeunesse et carrière
Grant est née à Willesden, au nord de Londres, d'une mère anglaise et d'un père nigérian, chirurgien orthopédiste. Elle grandit dans une famille monoparentale après la séparation de ses parents et l'émigration de son père aux États-Unis. Elle est élevée à Carlisle où elle vit dans un logement social avec sa mère, grand-mère et arrière-grand-mère.
À l'école secondaire du comté de St Aidan (depuis 2008, la Richard Rose Central Academy), elle est capitaine des équipes de tennis et de hockey de l'école et représente Cumbria au hockey, au tennis, à l'athlétisme et au cross-country. Elle est également championne de Judo des moins de 16 ans pour le nord de l'Angleterre et le sud de l'Écosse. Elle étudie le droit à l'Université de Hull. Avec le soutien de son député local Willie Whitelaw elle entre au Collège de Droit à Guildford.
Grant fait un stage chez Cartmell, Mawson & Main solicitors à Carlisle, où elle se qualifie comme avocate. Elle rejoint ensuite un cabinet juridique à Wimbledon spécialisé en droit de la famille. Elle créé son propre cabinet, Grants Solicitors, en 1996, qui se spécialise également en droit de la famille. Elle déclare qu'en tant qu'avocate en exercice, elle a été témoin d'une «énorme quantité» de violence domestique, et que cela a eu un «effet énorme» sur son rôle ministériel ultérieur.
Grant rejoint le Parti travailliste en 2004 et est invitée par un haut responsable du parti local à envisager de devenir conseillère locale, mais elle refuse. Elle offre au parti local d'utiliser les téléphones de son entreprise à la fin de 2004 avant les élections générales de 2005. Elle affirme, cependant, qu'ils ont montré peu d'intérêt, et que cela la désillusionne à l'égard des travaillistes. Elle rejoint les conservateurs en 2006.
Grant est directrice non exécutive du Croydon NHS Primary Care Trust de janvier 2005 à mars 2007 avant de se retirer pour se concentrer sur sa carrière politique.
En 2006, Grant travaille avec le Centre pour la justice sociale de Iain Duncan Smith à l'élaboration d'une politique conservatrice pour faire face à l'éclatement de la famille. Grant est l'un des auteurs du rapport du Social Justice Policy Group «State of the Nation - Fractured Families» publié en décembre 2006 et du rapport sur les solutions de suivi «Breakthrough Britain» publié en juillet 2007.

## Carrière parlementaire
Elle est choisie par le Parti conservateur comme candidate pour Maidstone and The Weald en janvier 2008, pour succéder à la parlementaire sortante Ann Widdecombe qui ne se représente pas.
Elle est élue MP de Maidstone et du Weald aux élections générales de 2010, obtenant une majorité de 5 889 voix. Son élection fait d'elle la première parlementaire noire du Parti conservateur. En juin 2010, elle est élue au Comité de la justice, qui supervise la politique, l'administration et les dépenses du ministère britannique de la Justice.
Le 4 septembre 2012, à la suite d'un remaniement gouvernemental, Grant est nommée sous-secrétaire d'État parlementaire à la justice, aux femmes et à l'égalité. Elle est décrite comme la « ministre des victimes » des crimes et déclare que son rôle est de « veiller aux intérêts des victimes et des témoins de tout crime, y compris la violence domestique, la violence sexuelle et le viol ».
Le 7 octobre 2013, Grant est nommée ministre des Sports et de l'Égalité succédant à Hugh Robertson. Elle est une ancienne championne de judo et déclare au journal The Independent que le sport est "très dans mon ADN".
Le 12 mai 2015, à l'issue des élections générales, Grant quitte ses fonctions de ministre des Sports et est remplacée par sa voisine parlementaire et collègue Tracey Crouch.
Grant est opposé au Brexit avant le Référendum sur l'appartenance du Royaume-Uni à l'Union européenne de 2016.

## Vie privée
Grant rencontre son mari, Simon, en 1990, et le couple, qui se marie en 1991, a deux fils, un sert dans les Royal Marines en avril 2013, et rejoindra les forces volontaires combattantes au côté des ukrainiens en mars 2022 . Ils ont une maison à Kingswood, Surrey et dans la circonscription de Marden, Kent.